# Кі Мін Чон (стрільчиня)
Кі Мін Чон (кор. 김민정; нар. 26 березня 1997) — південнокорейська стрільчиня, срібна призерка Олімпійських ігор 2020 року.

## Виступи на Олімпіадах
| Олімпіада           | Дисципліна                       | Місце |
| ------------------- | -------------------------------- | ----- |
| Ріо-де-Жанейро 2016 | пневматичний пістолет, 10 метрів | 18    |
| Токіо 2020          | пістолет, 25 метрів              | 2     |

## Зовнішні посилання
- Кі Мін Чон — олімпійська статистика на сайті Sports-Reference.com (англ.) (архівна версія)
- Кі Мін Чон [Архівовано 30 липня 2021 у Wayback Machine.] на сайті ISSF

1. ↑  Olympedia — 2006.
2. ↑  https://en.asiangames2018.id/athletes/athlete/KIM-Minjung-3017812/